# モントルー・オーベルラン・ベルノワ鉄道BDe4/4 3001-3006形電車
BDe4/4 3001 - 3006形は、スイスの私鉄であるモントルー・オーベルラン・ベルノワ鉄道（Chemin de fer Montreux-Oberland bernois）（以下、「MOB」と記載する。）に在籍する電車。1940年代中盤の近代化の一環として導入された、軽量車体を有する車両で、「オートレイル（Autorail）」という愛称を有している。

## 概要
スイスの私鉄であるMOBでは、第二次世界大戦に備え可決された私鉄援助法による助成金を活かし、大戦末期の1944年から急曲線の曲率の緩和、橋梁の建て替え、線路の交換と言った大規模な近代化工事が積極的に行われていた。その過程で、鉄道車両についても最新技術を用いた近代的なものを導入する事となった。こうして製造が実施されたのが、1両でも運行可能な両運転台式のボギー式電動車である。製造当初は3等車を示す「C」のアルファベットを用いた「CFe4/4形」という形式であったが、1956年に3等車の区分が廃止された事により、2等車に格上げの上で形式も「BDe4/4形」に改められている。
スイス連邦鉄道を中心に各種車両へ導入が進められていた軽量車体を有し、薄い鋼板を用いた全溶接式の車体は隅に滑らかな丸みを持たせている。車内にはそれまで運用されていたMOBの電動車と同様、客室に加えて小荷物を搭載可能な荷物室が存在する。一方で駆動方式は従来の吊り掛け駆動方式から一新し、ブラウン・ボベリ（BBC）が開発した自在継手を介して、台車枠に固定された主電動機から動力が伝達される方式（カルダン駆動方式）が採用されている。1944年に4両（3001 - 3004）が導入された後、1946年にも2両（3005、3006）が増備されたが、この2両は全長が僅かながら長くなっているほか、側面窓の大きさが一部変更されている。
運行開始後は総括制御が可能な構造を活かし、2両のBDe4/4形が最大4両の客車を牽引し、最高速度75 km/hで走行する高速・大容量運転が行われ、MOBの近代化に大きく貢献した。その後、1974年（3002）と1981年（3001←旧：3004）に、2両のBDe4/4形が制御車に改造された客車と編成を組むようになり、MOBにおける短距離運用に使われるようになった。これらの編成にはそれぞれ「ルージュモン（Rougemont、3001）」「シャトー・デー（Château-d'Œx、3002）」の愛称が付けられた。一方、残りの4両については1979年から営業運転を開始した観光列車「パノラミック急行」の動力車に用いられる事となり、塗装変更や一部車両（3005、3006）のパンタグラフのシングルアーム式への交換を経て、1983年により強力な電気機関車であるGDe4/4形が導入されるまで、2両1組の総括制御編成を組んで使われた。
3003は1996年に、3001（旧：3004）は2009年に廃車された一方、残りの4両については2024年時点においても引き続き営業運転に使用されている。

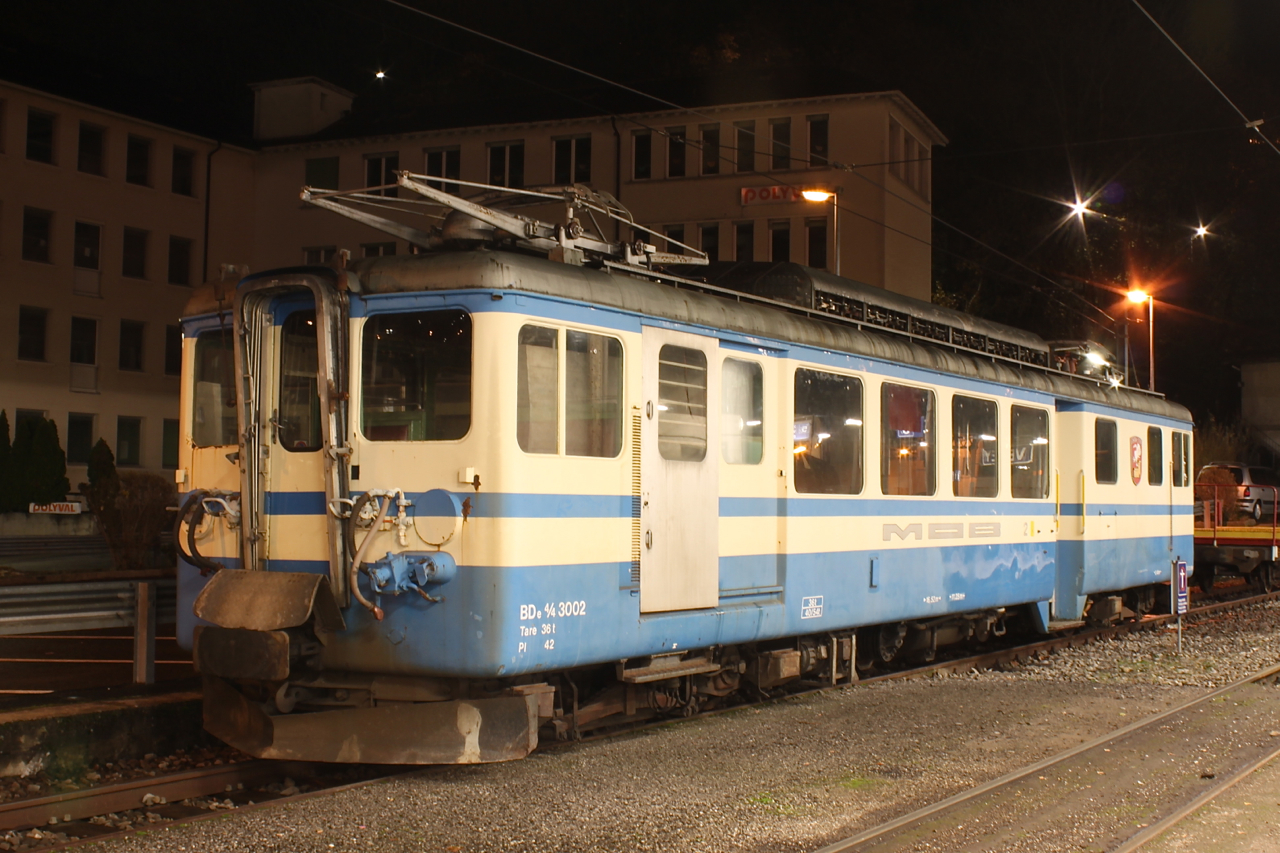
短距離運用塗装（2009年撮影）
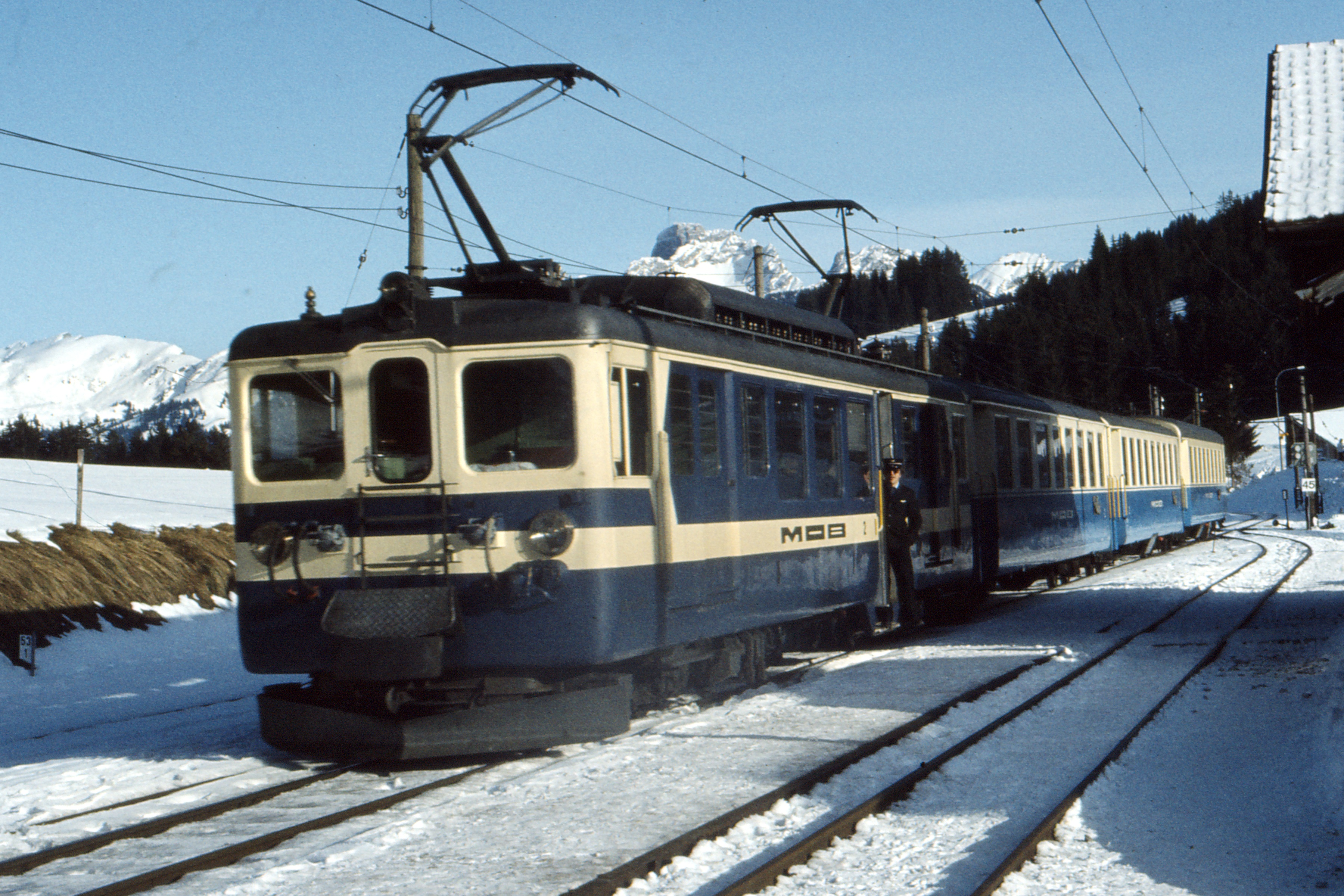
パノラミック急行塗装（1982年撮影）
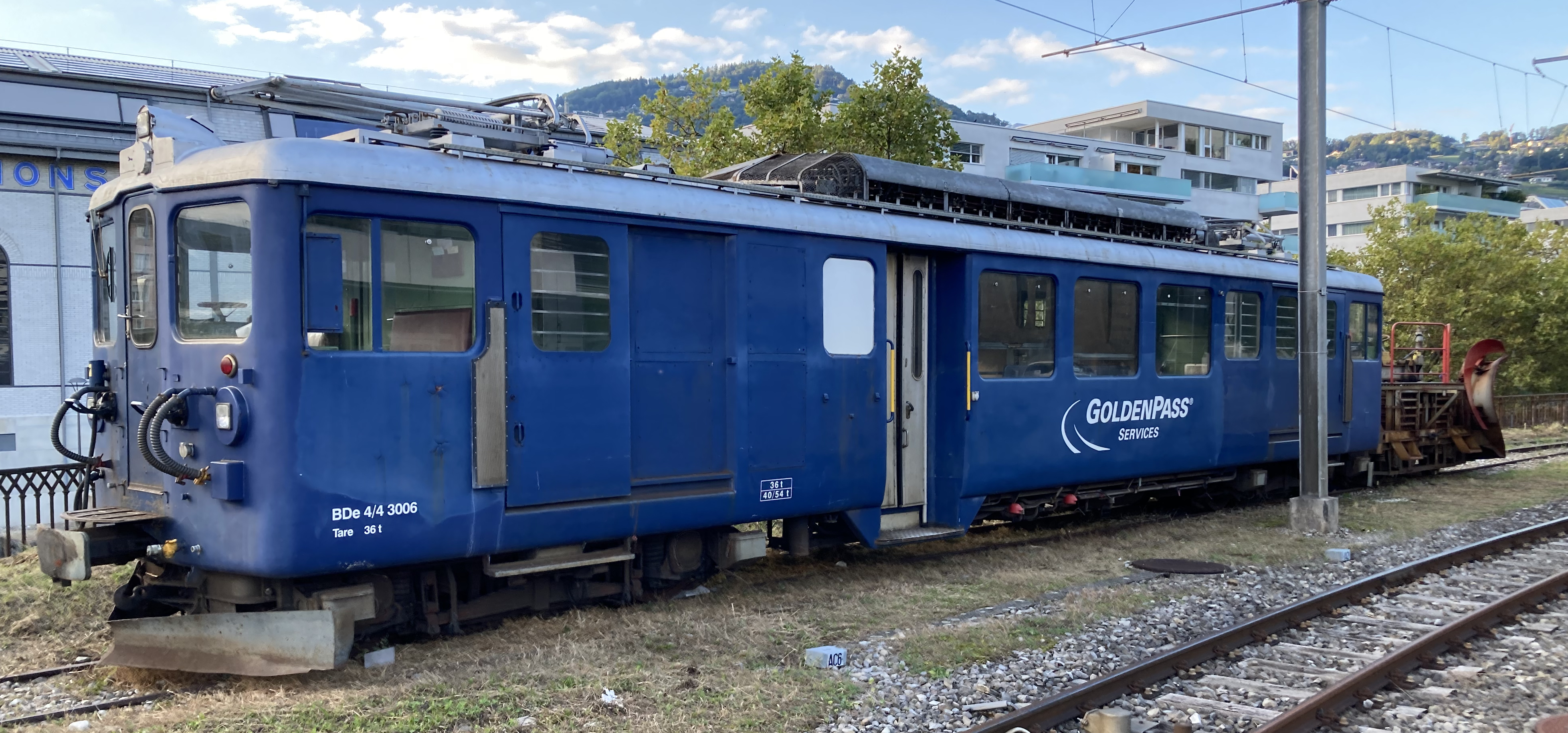
ゴールデンパス塗装（2021年撮影）